# Celso Ruiz Díaz
Martin Ruiz Díaz (Buenos Aires, 22 de diciembre de 1982) es un futbolista argentino que se desempeña como lateral.

## Trayectoria
Arrancó su carrera en 2 de mayo de Paraguay en 2004 donde jugó una temporada y luego pasó a 2 de mayo. En 2006 juega en Olimpia y más tarde vuelve a  2 de mayo.
Probo suerte en Argentina jugando para All Boys en la Primera "B" Nacional pero estuvo inactivo debido a una lesión.

## Clubes
| Club             | País      | Año       |
| ---------------- | --------- | --------- |
| 12 de Octubre FC | Paraguay  | 2004      |
| 2 de mayo        | Paraguay  | 2005-2006 |
| Olimpia          | Paraguay  | 2006      |
| 2 de mayo        | Paraguay  | 2007      |
| All Boys         | Argentina | 2008-2009 |
| Universitario    | Perú      | 2009      |
| 12 de Octubre FC | Paraguay  | 2011      |